# Convocazioni alla Coppa panamericana femminile di pallavolo 2013
Elenco delle giocatrici convocate per la Coppa panamericana 2013.

## Argentina
| N° | Nome               | Ruolo | Data di nascita   | Squadra           |
| -- | ------------------ | ----- | ----------------- | ----------------- |
| -  | Guillermo Orduna   | All   | -                 |                   |
| 1  | Lucía Gaido        | L     | 19 gennaio 1988   | Știința Bacău     |
| 2  | Josefina Fernández | S     | 17 agosto 1991    | Alba-Blaj         |
| 3  | Yamila Nizetich    | S     | 27 gennaio 1989   | Calais            |
| 5  | Lucía Fresco       | O     | 14 maggio 1991    | Potsdam           |
| 7  | Natalia Aispurúa   | C     | 20 dicembre 1991  | Boca Juniors      |
| 8  | Tanya Acosta       | S     | 11 marzo 1991     | Gimnasia La Plata |
| 10 | Emilce Sosa        | C     | 11 settembre 1987 | Știința Bacău     |
| 12 | Tatiana Rizzo      | S     | 30 dicembre 1986  | Boca Juniors      |
| 13 | Leticia Boscacci   | O     | 30 luglio 1991    | Soverato          |
| 16 | Florencia Busquets | C     | 27 giugno 1989    | Sporting Cristal  |
| 17 | Antonella Curatola | P     | 23 ottobre 1991   | Vilsbiburg        |
| 18 | Yael Castiglione   | P     | 27 settembre 1985 | Schwechat Post    |

## Brasile
| N° | Nome                  | Ruolo | Data di nascita  | Squadra        |
| -- | --------------------- | ----- | ---------------- | -------------- |
| -  | Luizomar de Moura     | All   | 26 maggio 1966   | Osasco         |
| 1  | Naiane Rios           | P     | 29 novembre 1994 | Pinheiros      |
| 3  | Maira Claro           | S     | 7 marzo 1995     | Pinheiros      |
| 5  | Saralen Lima          | C     | 16 aprile 1994   | Pinheiros      |
| 8  | Gabriela Guimarães    | S     | 19 maggio 1994   | Rio de Janeiro |
| 9  | Rosamaria Montibeller | O     | 9 aprile 1994    | Campinas       |
| 10 | Giovana Gasparini     | P     | 5 luglio 1994    | Minas          |
| 11 | Valquíria Dullius     | C     | 19 agosto 1994   | Bradesco       |
| 12 | Paula Mohr            | S     | 23 aprile 1994   | Minas          |
| 13 | Milka Silva           | C     | 18 luglio 1994   | São Caetano    |
| 16 | Domingas de Araújo    | S     | 9 settembre 1994 | São Caetano    |
| 17 | Sara da Silva         | O     | 29 aprile 1994   | Minas          |
| 18 | Daniela Guimarães     | L     | 29 luglio 1994   | Osasco         |

## Canada
| N° | Nome                     | Ruolo | Data di nascita   | Squadra            |
| -- | ------------------------ | ----- | ----------------- | ------------------ |
| -  | Arnd Ludwig              | All   | -                 | -                  |
| 1  | Janie Guimont            | L     | 11 aprile 1984    | Köpenicker         |
| 3  | Brittney Page            | S     | 4 febbraio 1984   | Barbãr Girls       |
| 6  | Jennifer Lundquist       | P     | 10 settembre 1991 | Montana State      |
| 7  | Marie-Pier Murray-Méthot | S     | 23 marzo 1986     | Verona             |
| 8  | Jaimie Thibeault         | C     | 23 settembre 1989 | Le Cannet          |
| 9  | Tabitha Love             | S     | 11 settembre 1991 | Criollas de Caguas |
| 10 | Marisa Field             | C     | 10 luglio 1987    | Istres             |
| 14 | Kyla Richey              | S     | 20 giugno 1989    | Potsdam            |
| 18 | Shanice Marcelle         | S     | 28 maggio 1990    | British Columbia   |
| 19 | Danielle Smith           | P     | 29 aprile 1990    | Vancouver Island   |
| 20 | Lisa Barclay             | S     | 7 giugno 1992     | British Columbia   |
| 25 | Lucille Charuk           | C     | 13 agosto 1989    | Split              |

## Colombia
| N° | Nome                  | Ruolo | Data di nascita   | Squadra         |
| -- | --------------------- | ----- | ----------------- | --------------- |
| -  | Mauro Marasciulo      | All   | 21 agosto 1962    | -               |
| 2  | Paola Ampudia         | O     | 5 agosto 1988     | Budowlani Łódź  |
| 4  | Margarita Martínez    | S     | 19 maggio 1995    | Valle del Cauca |
| 5  | Lorena Zuleta         | C     | 16 gennaio 1981   | Jakarta Popsivo |
| 7  | Eileen Acuña          | S     | 4 settembre 1994  | Risaralda       |
| 9  | Andrea Estrada        | S     | 22 giugno 1995    | Bogotá          |
| 10 | Diana Arrechea        | O     | 14 settembre 1994 | Valle del Cauca |
| 11 | Danna Escobar         | C     | 25 gennaio 1994   | Valle del Cauca |
| 12 | Ivonne Montaño        | C     | 12 novembre 1995  | Valle del Cauca |
| 13 | Camila Gómez          | L     | 6 luglio 1995     | Valle del Cauca |
| 15 | María Alejandra Marín | P     | 4 novembre 1995   | Bolívar         |
| 16 | Melissa Rangel        | C     | 16 ottobre 1994   | Bolívar         |
| 18 | Catalina Charry       | P     | 31 dicembre 1989  | Valle del Cauca |

## Costa Rica
| N° | Nome            | Ruolo | Data di nascita   | Squadra       |
| -- | --------------- | ----- | ----------------- | ------------- |
| -  | Horacio Bastit  | All   | -                 |               |
| 2  | Eugenia Ramírez | -     | 16 aprile 1990    | San José      |
| 3  | Viviana Murillo | L     | 6 febbraio 1992   | Santa Bárbara |
| 5  | Karen Cope      | -     | 6 novembre 1985   | San José      |
| 6  | Ángela Willis   | S     | 26 gennaio 1977   | Goicoechea    |
| 8  | Susana Chavez   | -     | 24 novembre 1986  | San José      |
| 9  | Verania Willis  | S     | 23 settembre 1979 | Goicoechea    |
| 10 | Paola Ramírez   | O     | 23 febbraio 1987  | UNED          |
| 11 | Daniela Vargas  | C     | 4 maggio 1996     | Santa Bárbara |
| 14 | Irene Fonseca   | P     | 10 ottobre 1985   | UNED          |
| 15 | Marcela Araya   | L     | 24 settembre 1992 | San José      |
| 16 | Mijal Hines     | C     | 15 dicembre 1993  | Goicoechea    |
| 18 | Evelyn Sibaja   | S     | 5 febbraio 1993   | Santa Bárbara |

## Cuba
| N° | Nome               | Ruolo | Data di nascita   | Squadra          |
| -- | ------------------ | ----- | ----------------- | ---------------- |
| -  | Juan Carlos Gala   | All   | -                 | -                |
| 1  | Melissa Vargas     | O     | 16 ottobre 1999   | Cienfuegos       |
| 2  | Lilianne Marcillan | P/O   | 5 ottobre 1991    | Cienfuegos       |
| 3  | Alena Rojas        | C     | 9 agosto 1992     | Ciudad Habana    |
| 4  | Yoana Palacio      | S     | 6 ottobre 1990    | Ciudad Habana    |
| 6  | Daimara Lescay     | C     | 5 settembre 1992  | Guantánamo       |
| 8  | Emily Borrel       | L     | 19 febbraio 1992  | Villa Clara      |
| 10 | Ana Cleger         | P/O   | 27 novembre 1989  | Santiago de Cuba |
| 12 | Dailiris Cruz      | S     | 12 settembre 1992 | Villa Clara      |
| 13 | Rosanna Giel       | C     | 10 giugno 1992    | Ciego de Ávila   |
| 18 | Sulian Matienzo    | S     | 14 dicembre 1994  | Ciudad Habana    |
| 19 | Jennifer Álvarez   | S     | 19 novembre 1993  | Cienfuegos       |
| 20 | Heidy Rodríguez    | O     | 24 giugno 1993    | Villa Clara      |

## Rep. Dominicana
| N° | Nome                | Ruolo | Data di nascita   | Squadra             |
| -- | ------------------- | ----- | ----------------- | ------------------- |
| -  | Marcos Kwiek        | All   | 18 luglio 1967    |                     |
| 1  | Annerys Vargas      | C     | 7 agosto 1981     | Rep. Dominicana     |
| 4  | Marianne Fersola    | C     | 16 gennaio 1992   | César Vallejo       |
| 7  | Niverka Marte       | P     | 11 ottobre 1995   | İqtisadçı           |
| 8  | Cándida Arias       | C     | 11 marzo 1992     | San Martín          |
| 9  | Sidarka Núñez       | O     | 25 giugno 1984    | César Vallejo       |
| 11 | Jeoselyna Rodríguez | O     | 9 dicembre 1991   | Tomis Constanța     |
| 12 | Karla Echenique     | P     | 16 maggio 1986    | Lancheras de Cataño |
| 14 | Prisilla Rivera     | S     | 29 dicembre 1984  | Pinkin de Corozal   |
| 17 | Yonkaira Peña       | S     | 10 maggio 1993    | San Martín          |
| 18 | Bethania de la Cruz | S     | 13 maggio 1987    | GS Caltex Seoul     |
| 17 | Ana Binet           | L     | 9 febbraio 1992   | Samaná              |
| 18 | Brayelin Martínez   | S     | 11 settembre 1996 | Mirador             |

## Messico
| N° | Nome               | Ruolo | Data di nascita  | Squadra             |
| -- | ------------------ | ----- | ---------------- | ------------------- |
| -  | Vachino Estanislau | All   | -                | -                   |
| 2  | Lizbeth Sainz      | S     | 14 dicembre 1995 | Baja California     |
| 4  | Ivone Martínez     | P     | 2 marzo 1997     | Baja California     |
| 6  | Samantha Bricio    | S     | 22 novembre 1994 | Southern California |
| 7  | Kaomi Solís        | L     | 6 agosto 1994    | Colima              |
| 8  | Alejandra Isiordia | S     | 17 aprile 1994   | Baja California     |
| 9  | Jocelyn Urías      | -     | 16 febbraio 1996 | Baja California     |
| 10 | Gabriela Zazueta   | -     | 5 settembre 1994 | Baja California     |
| 11 | Fernanda Guitron   | -     | 7 marzo 1996     | Jalisco             |
| 12 | María Celedon      | -     | 9 agosto 1994    | Baja California     |
| 15 | Patricia Valle     | -     | 31 maggio 1996   | Sinaloa             |
| 16 | Valeria González   | -     | 27 marzo 1994    | Nuevo León          |
| 17 | Sashiko Sanay      | -     | 13 maggio 1995   | Baja California     |

## Perù
| N° | Nome                   | Ruolo | Data di nascita   | Squadra           |
| -- | ---------------------- | ----- | ----------------- | ----------------- |
| -  | Hong Sung-jin          | All   | -                 | -                 |
| 1  | Angélica Aquino        | S     | 10 agosto 1990    | San Martín        |
| 2  | Mirtha Uribe           | C     | 12 marzo 1985     | Alianza Lima      |
| 3  | Grecia Herrada         | S     | 13 marzo 1993     | Deportivo Géminis |
| 4  | Patricia Soto          | S     | 10 febbraio 1980  | San Martín        |
| 5  | Janice Torres          | L     | 9 novembre 1991   | San Martín        |
| 6  | Alexandra Muñoz        | P     | 16 agosto 1992    | César Vallejo     |
| 7  | Yulissa Zamudio        | S     | 24 marzo 1976     | San Martín        |
| 9  | Raffaella Camet        | O     | 14 settembre 1992 | Sporting Cristal  |
| 10 | Zoila La Rosa          | P     | 31 maggio 1990    | San Martín        |
| 11 | Clarivett Yllescas     | C     | 11 agosto 1993    | César Vallejo     |
| 15 | Karla Ortiz            | S     | 20 ottobre 1991   | Boston College    |
| 16 | María de Fátima Acosta | L     | 25 maggio 1992    | Deportivo Géminis |

## Porto Rico
| N° | Nome              | Ruolo | Data di nascita   | Squadra               |
| -- | ----------------- | ----- | ----------------- | --------------------- |
| -  | Rafael Olazagasti | All   | -                 | Lancheras de Cataño   |
| 1  | Daly Santana      | S     | 19 febbraio 1995  | Minnesota             |
| 2  | Shara Venegas     | L     | 18 settembre 1992 | Criollas de Caguas    |
| 4  | Pilar Victoriá    | S     | 11 ottobre 1995   | Porto Rico            |
| 6  | Yarimar Rosa      | S     | 20 giugno 1988    | Indias de Mayagüez    |
| 10 | Génesis Collazo   | O     | 4 ottobre 1992    | Criollas de Caguas    |
| 11 | Karina Ocasio     | S     | 1º agosto 1985    | Criollas de Caguas    |
| 12 | Michelle Nogueras | P     | 5 dicembre 1988   | Criollas de Caguas    |
| 14 | Natalia Valentín  | P     | 12 settembre 1989 | Leonas de Ponce       |
| 17 | Sheila Ocasio     | C     | 17 novembre 1982  | Valencianas de Juncos |
| 18 | Lynda Morales     | C     | 20 maggio 1988    | Mets de Guaynabo      |
| 21 | Diana Reyes       | C     | 3 febbraio 1993   | Criollas de Caguas    |
| 24 | Ania Ruiz         | S     | 7 novembre 1982   | Vaqueras de Bayamón   |

## Stati Uniti
| N° | Nome              | Ruolo | Data di nascita  | Squadra             |
| -- | ----------------- | ----- | ---------------- | ------------------- |
| -  | Karch Kiraly      | All   | 3 novembre 1960  | -                   |
| 1  | Alisha Glass      | P     | 5 aprile 1988    | Indias de Mayagüez  |
| 7  | Cassidy Lichtman  | S     | 25 gennaio 1989  | Franches-Montagnes  |
| 8  | Lauren Gibbemeyer | C     | 8 settembre 1988 | Robursport Pesaro   |
| 11 | Megan Hodge       | S     | 15 ottobre 1988  | Azərreyl            |
| 12 | Kayla Banwarth    | L     | 21 gennaio 1989  | Dresdner            |
| 14 | Nicole Fawcett    | O     | 16 dicembre 1986 | Korea Expressway    |
| 16 | Kimberly Hill     | C     | 30 novembre 1989 | Pepperdine          |
| 17 | Lauren Paolini    | C     | 22 agosto 1987   | İqtisadçı           |
| 20 | Jenna Hagglund    | P     | 28 maggio 1989   | UGSÉ Nantes         |
| 22 | Rachael Adams     | C     | 3 giugno 1990    | Pałac Bydgoszcz     |
| 24 | Kristin Richards  | S     | 30 giugno 1985   | Yeşilyurt           |
| 25 | Kelly Murphy      | O     | 20 ottobre 1989  | Vaqueras de Bayamón |

## Trinidad e Tobago
| N° | Nome                  | Ruolo | Data di nascita  | Squadra       |
| -- | --------------------- | ----- | ---------------- | ------------- |
| -  | Francisco Cruz        | All   | -                | -             |
| 1  | Andrea Kinsale        | S     | 24 dicembre 1989 | Technocrats   |
| 3  | Channon Thompson      | S     | 29 marzo 1994    | AZS Białystok |
| 4  | Kelly-Anne Billingy   | S     | 15 maggio 1986   | UGSÉ Nantes   |
| 5  | Samantha Prescott     | S     | 26 gennaio 1994  | Technocrats   |
| 6  | Sinead Jack           | C     | 8 novembre 1993  | AZS Białystok |
| 8  | Darlene Ramdin        | C     | 5 agosto 1989    | Glamorgan     |
| 10 | Courtnee-Mae Clifford | L     | 6 luglio 1990    | UTT           |
| 12 | Renele Forde          | P     | 6 agosto 1990    | Technocrats   |
| 15 | Abby Blackman         | O     | 15 giugno 1984   | UTT           |
| 16 | Krystle Esdelle       | O     | 1º agosto 1984   | AZS Białystok |
| 17 | Abigail Gloud         | C     | 15 luglio 1987   | UTT           |
| 18 | Rechez Lindsay        | S     | 19 gennaio 1994  | Holy Name     |